# Saša Ivaci
Saša Ivaci (Zagreb, 13. travnja 1971.), hrvatski bariton. Član je Kazališnog vijeća HNK.

## Životopis
Saša Ivaci rođen je u Zagrebu 13. travnja 1971. godine. Pjevanje je učio kod profesorice Nade Puttar-Gold te u Londonu kod profesorice Jenny Hill. 1995. godine dobio je stipendiju za usavršavanje u Opernom studiju English National Opere. Nakon povratka iz Londona postao je stalni član Zbora Hrvatske radiotelevizije. Na opernoj pozornici debitirao je ulogom Achillasa u Händelovoj operi Julije Cezar u Egiptu na otvaranju Zagrebačkih ljetnih večeri 1999. godine. Članom opernog zbora HNK Zagrebu postao je 1999. godine, a 2002. dobio je solističKi angažman u Operi HNK.
Članom je Kazališnog vijeća HNK u Zagrebu.

## Kazališne uloge
- Madame Butterfly  kao Sharpless (2001.)
- Aida kao Amonasro 2003.
- Nikola Šubić Zrinjski  kao Levi ( 2004.)
- Simone Boccanegra kao Paulo (2005.)
- Carmen kao Escamillo (2005.)
- Rigoletto kao grof Monterone (2005.)
- Ukleti Holandezkao Kurwenall (2005.)
- Oganj kao Helwing (2006.)
- Ragovor karmelićanki kao markiz De La Force (2007.)
- Mirjana kao grobar (2008.)
- Triptih kao Michelle (2007.) Talpa; Betto (2009.)
- La Boheme kao Schaunard; Alcindor (2009.)
- Don Giovanni kao Don Giovanni (2008.)
- Hamlet (opera) kao Polonije (2011.)
- Zaljubljen u tri naranče (2017.)

## Sinkronizacija
- Pobuna na farmi (2004.) – izvodi pjesmu Tu nam je dom s Draganom Brnasom, Vladimirom Pavelićem i Đanijem Stipaničevom

## Vanjske poveznice
- Saša Ivaci – Teatar.hr